# Thomas Edward Thorpe
Thomas Edward Thorpe (Harpurhey, 8 dicembre 1845 – Salcombe, 23 febbraio 1925) è stato un chimico britannico..

## Biografia
Thorpe nacque ad Harpurhey, presso Manchester, figlio di un mercante di cotone. Si laureò in chimica all'Owens College (ora Università di Manchester), dove diventò assistente di Henry Roscoe e fece ricerche sul vanadio e su reazioni fotochimiche. Andò quindi all'Università di Heidelberg dove conseguì il PhD sotto la guida di Robert Bunsen. Successivamente si spostò a Bonn dove svolse ricerche assieme a August Kekulé. Nel 1870 diventò professore di chimica all'Andersonian College di Glasgow (ora Università di Strathclyde). Nel 1874 passò allo Yorkshire College of Science di Leeds (ora Università di Leeds), e nel 1885 alla Royal School of Mines di South Kensington (ora incorporata nell'Imperial College London). 
Nel 1894 abbandonò la carriera accademica per assumere un incarico governativo come direttore del Somerset House Laboratory, noto anche come Government Laboratory, dove venivano controllate e analizzate molte sostanze diverse, tra cui cibo, birra, alcolici e tabacco. Rimase in questo incarico fino al 1909, interessandosi di problemi di chimica analitica, farmacologica e industriale, e sovrintendendo la costruzione della nuova sede del laboratorio. Successivamente tornò alla cattedra di chimica dell'Imperial College London, appena costituito, dove rimase fino al pensionamento del 1912.

## Contributi scientifici
Thorpe fu un chimico molto versatile. I risultati più rilevanti furono i seguenti. Fece ricerche su vari composti fluorurati e ossidi del fosforo; fu il primo ad ottenere tetrossido di difosforo P2O4 (1886), pentafluoruro di fosforo PF5 (1876), trifluoruro di fosforile POF3 (1889) e trifluoruro di tiofosforile PSF3 (1888). Si interessò della determinazione dei pesi atomici di vari elementi, tra i quali radio, stronzio, titanio e oro. Fu membro della Commissione internazionale su Abbondanza Isotopica e Pesi Atomici. Partecipò a quattro spedizioni scientifiche per l'osservazione di eclissi solari compiendo misure attinometriche e condusse ricerche sulla inclinazione magnetica delle Isole britanniche. Si interessò anche di chimica fisica con studi su viscosità dei liquidi e solubilità di gas.

## Riconoscimenti
- 1870 Membro della Chemical Society
- 1889 Royal Medal
- 1895 Presidente della Society of Chemical Industry
- 1899-1901 Presidente della Chemical Society
- 1909 Nominato Knight Bachelor

## Opere
Oltre a numerosi articoli su riviste specialistiche, Thorpe scrisse varie opere, tra le quali le più famose sono History of Chemistry e A Dictionary of Applied Chemistry:
- (EN) T. E. Thorpe, Quantitative Chemical Analysis, Londra, Longmans, 1873.
- (EN) T. E. Thorpe e M. M. Pattison Muir, Qualitative chemical analysis and laboratory practice, Londra, Longmans, 1874.
- (EN) T. E. Thorpe, Inorganic Chemistry, Londra, Collins, 1877. In due volumi: 1, 2.
- (EN) E. Thorpe, History of Chemistry, Londra, Watts & CO., 1909-1910. In due volumi: 1, 2.
- (EN) E. Thorpe (a cura di), A Dictionary of Applied Chemistry, Londra, Longmans, Green, and CO., 1912-1913. Edizione riveduta e ampliata in 5 volumi: 1, 2, 3, 4, 5. Un'edizione successiva del 1921-1927 è in sette volumi.

Thorpe fu anche un appassionato yachtsman e su questo argomento scrisse:
- (EN) T. E. Thorpe, A Yachtsman's Guide to the Dutch Waterways, Stanford, 1905.
- (EN) T. E. Thorpe, The Seine from Havre to Paris, Macmillan, 1913.